# 20 listopada
20 listopada jest 324. (w latach przestępnych 325.) dniem w kalendarzu gregoriańskim. Do końca roku pozostaje 41 dni.

## Święta
- Imieniny obchodzą: Agapiusz, Ampelia, Ampeliusz, Edmund, Eustachy, Feliks, Fortunata, Grzegorz, Lubomir, Maksencja, Maria, Narzes, Oktawia, Oktawiusz, Rafał, Sędzimir, Sylwester, Sylwestra, Symplicjusz, Symplicy, Tespezjusz i Tespezy
- Międzynarodowe
  - Dzień Pamięci Osób Transpłciowych[1]
  - Dzień Industrializacji Afryki (ustanowione w 1989 roku przez Zgromadzenie Ogólne ONZ[2])
  - Powszechny Dzień Dziecka (Organizacja Narodów Zjednoczonych)
- Brazylia – Dzień Zumbiego
- Meksyk – Święto Rewolucji
- Polska – Ogólnopolski Dzień Praw Dziecka
- Wspomnienia i święta w Kościele katolickim obchodzą[3][4]:
  - św. Bernward (biskup Hildesheim)
  - św. Edmund Męczennik
  - św. Maksencja z Irlandii (dziewica)
  - święci: Oktawiusz, Salwator i Adwentor (męczennicy)
  - św. Rafał Kalinowski (karmelita)

## Wydarzenia w Polsce
- 1470 – Podczas Sejmu w Piotrkowie wielki mistrz krzyżacki Henryk VII Reffle von Richtenberg złożył hołd lenny królowi Kazimierzowi IV Jagiellończykowi.
- 1648 – Jan II Kazimierz Waza został wybrany na króla Polski i wielkiego księcia litewskiego.
- 1654 – Powstanie Chmielnickiego: wojska polskie pod wodzą Stefana Czarnieckiego zdobyły miasto Busza i dokonały rzezi mieszkańców (18-20 listopada).
- 1655 – Potop szwedzki: król Jan II Kazimierz Waza wydał Uniwersał opolski wzywający Polaków do powstania przeciw Szwedom.
- 1870 – Poświęcono Kościół Mariacki w Katowicach.
- 1881 – Założono Koło Geografów Uniwersytetu Jagiellońskiego, najstarszą w Polsce geograficzną organizację studencką.
- 1898 – We Lwowie odsłonięto pomnik króla Jana III Sobieskiego (obecnie znajduje się w Gdańsku).
- 1900 – W dworku malarza Włodzimierza Tetmajera w Bronowicach pod Krakowem odbyły się uroczystości weselne poety Lucjana Rydla i Jadwigi Mikołajczykówny, które zainspirowały Stanisława Wyspiańskiego do napisania dramatu Wesele.
- 1918:
  - Niemcy, jako pierwszy kraj, uznały niepodległość Polski.
  - Rząd Jędrzeja Moraczewskiego ogłosił swój program, zakładający przebudowę ustroju gospodarczego i społecznego według doktryny socjalistycznej.
- 1923 – Założono Bank Gdański.
- 1925 – Powstał rząd Aleksandra Skrzyńskiego.
- 1944:
  - PKWN wydał dekret o przekształceniu Polskiego Radia w przedsiębiorstwo państwowe.
  - Z powodu zbliżania się linii frontu Adolf Hitler opuścił Wilczy Szaniec pod Kętrzynem.
- 1945 – Sojusznicza Rada Kontroli zarządziła wysiedlenie całej niemieckiej ludności Śląska.
- 1946 – W Teatrze Wybrzeże w Gdańsku debiutowali aktorzy: Ryszard Barycz, Ludwik Benoit, Renata Kossobudzka, Barbara Krafftówna, Bronisław Pawlik, Aniela Świderska, Izabella Wilczyńska-Szalawska i Roman Stankiewicz[5].
- 1948 – Powstał Państwowy Instytut Matematyczny (od 1952 roku Instytut Matematyczny PAN).
- 1952:
  - Na swym inauguracyjnym posiedzeniu nowo wybrany Sejm PRL I kadencji dokonał wyboru składu Rady Państwa, utworzonej w miejsce zlikwidowanego urzędu prezydenckiego. Dotychczasowy prezydent Bolesław Bierut zastąpił Józefa Cyrankiewicza na stanowisku premiera.
  - Ogłoszono amnestię.
- 1955 – Legia Warszawa zdobyła po raz pierwszy tytuł piłkarskiego mistrza Polski.
- 1960 – Odbyła się pierwsza w Polsce wystawa pudli.
- 1964 – Rozpoczął się proces oskarżonych w tzw. aferze mięsnej.
- 1965 – W Olsztynie zlikwidowano komunikację tramwajową.
- 1990 – Do Polski został wysłany pierwszy e-mail.
- 1992:
  - Premiera filmu sensacyjnego Psy w reżyserii Władysława Pasikowskiego.
  - W Warszawie odbyły się obchody 100-lecia PPS.
- 1998 – Premiera filmu Historia kina w Popielawach w reżyserii Jana Jakuba Kolskiego.
- 1999 – Na zjeździe w Warszawie reaktywowano Związek Polskich Korporacji Akademickich.
- 2002 – Otwarto polsko-ukraińskie drogowe przejście graniczne Krościenko-Smolnica.

## Wydarzenia na świecie
- 284 – Dioklecjan został cesarzem rzymskim.
- 996 – Ryszard II Dobry został księciem Normandii.
- 1008 – Alan III został księciem Bretanii.
- 1194 – Cesarz rzymsko-niemiecki Henryk VI Hohenstauf zajął Palermo.
- 1272 – Edward I Długonogi został królem Anglii.
- 1274 – I inwazja Mongołów na Japonię: zwycięstwo wojsk japońskich w bitwie pod Bun’ei.
- 1441 – Została zniesiona zwierzchność Księstwa Mediolanu nad Monako.
- 1531 – Podpisano traktat pokojowy kończący II wojnę kappelską między katolickimi i protestanckimi kantonami Szwajcarii.
- 1656 – II wojna północna: w Labawie (Polessku) zawarto porozumienie prusko-szwedzkie, dzięki któremu Prusy stały się niezależne od Polski.
- 1695 – Został zamordowany zdradzony przez jednego ze współtowarzyszy Zumbi, przywódca państwa zbiegłych niewolników Quilombo dos Palmares w Brazylii.
- 1759 – Wojna siedmioletnia: zwycięstwo floty brytyjskiej nad francuską w bitwie w zatoce Quiberon.
- 1789 – New Jersey jako pierwszy amerykański stan ratyfikowało Kartę Praw.
- 1794 – I koalicja antyfrancuska: zwycięstwo wojsk francuskich nad portugalsko-hiszpańskimi w bitwie pod Montagne Noir Rock.
- 1815:
  - Ogłoszono akt wieczystej neutralności Szwajcarii.
  - Okupowane w czasie wojen napoleońskich przez Wielką Brytanię Duńskie Indie Zachodnie zostały zwrócone Danii.
  - Po ostatecznej klęsce Napoleona Bonapartego w bitwie pod Waterloo zawarto II pokój paryski między Francją a antyfrancuską koalicją, na mocy którego francuskie granice powróciły do stanu sprzed 1789 roku (z wyjątkiem Awinionu). Ponadto na terytorium Francji, do czasu zapłaty reparacji wojennych w kwocie 700 mln franków, miały pozostawać wojska okupacyjne.
- 1818 – Król Wirtembergii Wilhelm I założył Uniwersytet Hohenheim w Stuttgarcie (jako Uczelnię Rolno-Leśną).
- 1820 – Brytyjski statek wielorybniczy „Essex” został staranowany przez kaszalota i zatonął w odległości 3700 km od wybrzeży Ameryki Południowej. 21-osobowa załoga przeniosła się na 3 szalupy i przez ponad 4 miesiące dryfowała po Pacyfiku, a w tym czasie na pokładach łodzi dochodziło do aktów kanibalizmu. Ostatni pozostali przy życiu rozbitkowie zostali uratowani 5 kwietnia 1821 roku. Historia ta zainspirowała Hermana Melville’a do napisania powieści Moby Dick.
- 1823 – Założono miasto Villaguay w Argentynie.
- 1845 – Nierozstrzygnięta bitwa nad Vuelta de Obligado na wodach rzeki Parana pomiędzy siłami Konfederacji Argentyńskiej pod przywództwem generała Lucio Norberto Mansilli(inne języki) a flotą brytyjsko-francuską.
- 1849 – W Budapeszcie oddano do użytku Most Łańcuchowy.
- 1861 – Zwodowano amerykański parowo-żaglowy slup USS „Housatonic” z czasów wojny secesyjnej, który jako pierwsza jednostka w historii uległ okrętowi podwodnemu.
- 1866 – James Haven i Charles Hittrick z Cincinnati w amerykańskim stanie Ohio opatentowali jojo.
- 1880 – Założono północnoirlandzki klub piłkarski Lisburn Distillery F.C.
- 1883 – W Serbii zostało zdławione powstanie chłopskie.
- 1889 – W Budapeszcie odbyło się premierowe wykonanie I Symfonii Gustava Mahlera.
- 1890 – Założono Papieski Uniwersytet Antonianum w Rzymie.
- 1899 – W stolicy Tatarstanu Kazaniu wyjechał na trasę pierwszy tramwaj elektryczny.
- 1902 – Francuski dziennikarz Géorges Lefévre zgłosił propozycję zorganizowania wieloetapowego wyścigu kolarskiego Tour de France.
- 1910:
  - Rewolucja meksykańska: Francisco Madero ogłosił się nowym prezydentem i wezwał do powstania przeciwko dyktatorskim rządom prezydenta Porfirio Díaza.
  - Założono portugalski klub piłkarski Vitória Setúbal.
- 1915 – W Chinach została przywrócona monarchia.
- 1917:
  - I wojna światowa: rozpoczęła się bitwa pod Cambrai.
  - Ukraińska Centralna Rada proklamowała niepodległość Ukraińskiej Republiki Ludowej w związku federacyjnym z Rosją.
- 1919 – Odbyły się wybory do francuskiego Zgromadzenia Ustawodawczego.
- 1920:
  - Henri Carton de Wiart(inne języki) został premierem Belgii.
  - Wojna ukraińsko-radziecka: armia Ukraińskiej Republiki Ludowej w sile 23 tys. żołnierzy została wyparta na terytorium Polski, gdzie została internowana.
- 1922 – Rozpoczęła się konferencja w Lozannie.
- 1924 – Rudolf Ramek został kanclerzem Austrii.
- 1931 – 45 górników zginęło w wyniku wybuchu metanu w kopalni węgla kamiennego w Bentley w środkowej Anglii.
- 1934:
  - Georges Theunis został po raz drugi premierem Belgii.
  - Otwarto ogród zoologiczny w niemieckim Heidelbergu.
- 1939 – Rząd niemiecki wycofał zgodę na ochronę przez Szwecję polskich interesów na terenie III Rzeszy.
- 1940 – Węgry podpisały Pakt trzech.
- 1943:
  - Bitwa o Atlantyk: na wschód od Azorów został uszkodzony bombami głębinowymi przez okręty brytyjskie i kanadyjskie i zmuszony do wynurzenia, a następnie ostrzelany niemiecki okręt podwodny U-536(inne języki), w wyniku czego zginęło 38 spośród 55 członków załogi.
  - Powstała albańska rojalistyczna organizacja ruchu oporu Legaliteti.
  - Pod auspicjami Ukraińskiej Powstańczej Armii na Wołyniu rozpoczęła się I Konferencja zniewolonych narodów Wschodniej Europy i Azji przy której powstała organizacja polityczna Antybolszewicki Blok Narodów.
  - Wojna na Pacyfiku: rozpoczęły się walki o Wyspy Gilberta.
- 1944:
  - Pierwszy japoński atak przeciwko amerykańskiej flocie z wykorzystaniem żywych torped Kaiten.
  - W Niepodległym Państwie Chorwackim z połączenia rywalizujących ze sobą formacji Hrvatsko domobranstvo i Sił Zbrojnych Ustaszy powstały Chorwackie Siły Zbrojne.
- 1945:
  - Indonezyjska Rewolucja Narodowa: zwycięstwem wojsk brytyjskich nad indonezyjskimi zakończyła się bitwa o Surabaję (27 października-20 listopada).
  - Rozpoczął pracę Międzynarodowy Trybunał Wojskowy w Norymberdze.
- 1946:
  - Na japońskiej wyspie Honsiu utworzono Park Narodowy Ise-Shima.
  - W Nowym Jorku odbyła się prapremiera baletu Cztery temperamenty z muzyką Paula Hindemitha.
- 1947 – Późniejsza królowa brytyjska Elżbieta II poślubiła Filipa Mountbattena.
- 1949:
  - Populacja Izraela osiągnęła milion.
  - Został obalony prezydent Panamy Daniel Chanis(inne języki), a jego miejsce zajął wiceprezydent Roberto Francisco Chiari.
- 1953 – Albert Scott Crossfield(inne języki) na amerykańskim samolocie doświadczalnym Douglas D-558-2 Skyrocket jako pierwszy pilot osiągnął dwukrotną prędkość dźwięku.
- 1959 – Zgromadzenie Ogólne ONZ uchwaliło Deklarację praw dziecka.
- 1961 – Gen. İsmet İnönü został po raz trzeci premierem Turcji.
- 1962 – Kryzys kubański: wycofano radzieckie rakiety z Kuby, w odpowiedzi na co USA zniosły morską blokadę wyspy.
- 1964 – Podczas podchodzenia do lądowania w szwedzkim Ängelholm rozbił się lecący ze Sztokholmu Convair CV-340 należący do linii Linjeflyg(inne języki), w wyniku czego spośród 43 osób znajdujących się na pokładzie zginęło 31, a 9 zostało rannych.
- 1965 – Simon Pierre Tchoungui został trzecim i ostatnim premierem Kamerunu Wschodniego.
- 1967 – Urodził się 200-milionowy mieszkaniec USA.
- 1969:
  - Dziennikarz Seymour Hersh ujawnił w amerykańskiej prasie prawdę o masakrze dokonanej przez US Army w wietnamskiej wiosce Mỹ Lai.
  - Podczas podejścia do lądowania w Lagos rozbił się lecący z Londynu (z międzylądowaniami w Rzymie i Kano) Vickers VC10 należący do linii Nigeria Airways(inne języki), w wyniku czego zginęło wszystkich 87 osób na pokładzie.
- 1970 – Jennifer Hosten z Grenady zdobyła w Londynie tytuł Miss World.
- 1974 – 59 osób zginęło, a 98 zostało rannych w katastrofie należącego do Lufthansy Boeinga 747 pod Nairobi w Kenii.
- 1975:
  - Trzech arabskich terrorystów wdarło się do akademika w Ramat Magszimim na Wzgórzach Golan, zabijając trzech izraelskich studentów i raniąc jednego.
  - Wilnelia Merced z Portoryko zdobyła w Londynie tytuł Miss World 1975.
- 1977 – Prezydent Egiptu Anwar as-Sadat jako pierwszy arabski przywódca wygłosił przemówienie w izraelskim Knesecie.
- 1980:
  - 45 osób zginęło na miejscu lub zmarło w szpitalach w wyniku pożaru hotelu „Kawaji Prince” w Tōkamachi na japońskiej wyspie Honsiu.
  - Podczas wykonywania odwiertu w dnie jeziora Peigneur w Luizjanie, w wyniku błędów pomiarowych wiertło przebiło strop korytarza czynnej kopalni soli, która została zalana i ostatecznie uległa zawaleniu, tworząc 60-metrowe zagłębienie w dnie jeziora.
  - W Pekinie rozpoczął się proces tzw. bandy czworga.
- 1982 – 18 osób zostało stratowanych w wyniku wybuchu paniki na przepełnionych trybunach Stadionu im. Lenina w Chabarowsku na rosyjskim Dalekim Wschodzie, po meczu bandy (odmiany hokeja na lodzie) pomiędzy SKA Chabarowsk a Zorkij Krasnogorsk(inne języki).
- 1983 – W sieci ABC wyemitowano film telewizyjny Nazajutrz, opowiadający o skutkach hipotetycznej amerykańsko-radzieckiej wojny atomowej.
- 1985:
  - Microsoft zaprezentował system operacyjny Windows 1.0.
  - Uruchomiono pierwszą linię metra w rosyjskim Niżnym Nowogrodzie.
- 1989 – Zgromadzenie Ogólne ONZ uchwaliło Konwencję o prawach dziecka.
- 1991 – Azerski śmigłowiec Mi-8 z 19 osobami na pokładzie, w tym członkami międzynarodowej misji pokojowej i dziennikarzami, został zestrzelony przez ormiańskich bojowników w prowincji Xocavənd w zachodnim Azerbejdżanie.
- 1992:
  - Nicolae Văcăroiu został premierem Rumunii.
  - Wybuchł pożar na zamku Windsor.
- 1993 – 116 osób zginęło w katastrofie samolotu Jak-42 linii lotniczych Avioimpex w Macedonii.
- 1995 – W Hiszpanii utworzono Park Narodowy Cabañeros.
- 1996 – 41 osób zginęło, a 81 zostało rannych w pożarze budynku handlowo-biurowego w Hongkongu.
- 1998:
  - Na klatce schodowej swego domu w Petersburgu została zastrzelona deputowana do Dumy Państwowej i obrończyni praw człowieka Galina Starowojtowa.
  - Został wyniesiony na orbitę pierwszy moduł Międzynarodowej Stacji Kosmicznej (ISS).
- 2002 – 7 osób zginęło, a 538 zostało rannych w wyniku eksplozji w bazie wojskowej w Riobamba w Ekwadorze.
- 2003 – W wyniku wybuchów samochodów-pułapek przed siedzibami brytyjskiego holdingu finansowego HSBC i brytyjskiego konsulatu w Stambule zginęło 30 osób, w tym brytyjski konsul Roger Short(inne języki), a ponad 400 zostało rannych.
- 2006 – Ukazał się album U218 Singles irlandzkiej grupy U2.
- 2010:
  - NASA wystrzeliła małego eksperymentalnego satelitę NanoSail-D2, drugie urządzenie w przestrzeni kosmicznej napędzane przez żagiel słoneczny.
  - Papież Benedykt XVI powołał 24 nowych kardynałów, w tym arcybiskupa warszawskiego Kazimierza Nycza.
- 2011 – Partia Ludowa zwyciężyła w wyborach parlamentarnych w Hiszpanii.
- 2013:
  - Irakli Garibaszwili został premierem Gruzji.
  - W amerykańskim stanie Missouri został stracony seryjny morderca Joseph Paul Franklin.
- 2015:
  - Kassim Majaliwa został premierem Tanzanii.
  - W ataku na hotel w stolicy Mali Bamako zginęły 22 osoby (w tym 2 napastników), a 7 zostało rannych.
- 2016:
  - 150 osób zginęło, a drugie tyle zostało rannych w wyniku wykolejenia pociągu ekspresowego w pobliżu miasta Pukhrayan w indyjskim stanie Uttar Pradesh.
  - Jovenel Moïse wygrał w I turze wybory prezydenckie na Haiti.
- 2017 – USA uznały Koreę Północną za kraj sponsorujący terroryzm.
- 2022 – W Katarze rozpoczęły się XXII Mistrzostwa Świata w Piłce Nożnej.

## Urodzili się
- 270 – Maximinus II Daia, cesarz rzymski (zm. 313)
- 1175 – Edmund Rich, angielski duchowny katolicki, arcybiskup Canterbury, święty (zm. 1240)
- 1327 – Tokushō Bassui, japoński mistrz zen (zm. 1387)
- 1563 – Zofia Wirtemberska, księżna Saksonii-Weimar (zm. 1590)
- 1578 – Maciej Bilicer, śląski arystokrata, prawnik, polityk (zm. 1620)
- 1602 – Otto von Guericke, niemiecki fizyk, wynalazca, budowniczy fortyfikacji (zm. 1686)
- 1603 – Fasiledes, cesarz Etiopii (zm. 1667)
- 1624 – Gottfried von Jena, niemiecki polityk, dyplomata (zm. 1703)
- 1625:
  - (data chrztu) Paulus Potter, holenderski malarz (zm. 1654)
  - (data chrztu) Artus Quellinus II, holenderski rzeźbiarz (zm. 1700)
- 1627 – Charlotta Hessen-Kassel, księżniczka heska, elektorowa Palatynatu Reńskiego (zm. 1686)
- 1629 – Ernest August, książę i elektor Hanoweru (zm. 1698)
- 1711 – Andrzej Radwański, polski malarz (zm. 1762)
- 1717 – Jerzy (Konisski), prawosławny arcybiskup, kaznodzieja, filozof, teolog (zm. 1795)
- 1726 – Oliver Wolcott, amerykański wojskowy, polityk (zm. 1797)
- 1728 – Józef Feliks Rogaliński, polski duchowny katolicki, astronom, matematyk, fizyk, teoretyk wojskowości (zm. 1802)
- 1733 – Philip John Schuyler, amerykański wojskowy, przedsiębiorca, polityk, senator (zm. 1804)
- 1739 – Jean-François de La Harpe, francuski dramaturg, dziennikarz, krytyk literacki (zm. 1803)
- 1744 – Ferdinando Maria Saluzzo, włoski kardynał (zm. 1816)
- 1748 – Jean-François de Bourgoing, francuski arystokrata, dyplomata (zm. 1811)
- 1750 – Tipu Sultan, władca Królestwa Majsur (zm. 1799)
- 1752:
  - Thomas Chatterton, brytyjski poeta (zm. 1770)
  - Robert Wright, amerykański polityk, senator (zm. 1826)
- 1759 – Józef Feliks Łazowski, francuski generał pochodzenia polskiego (zm. 1812)
- 1761 – Pius VIII, papież (zm. 1830)
- 1762 – Pierre-André Latreille, francuski entomolog, arachnolog (zm. 1833)
- 1769 – Stanisław Kostka Choromański, polski duchowny katolicki, biskup sejneński, arcybiskup warszawski (zm. 1838)
- 1777 – Francis Greenway, australijski architekt (zm. 1837)
- 1781 – Karl Friedrich Eichhorn, niemiecki prawnik (zm. 1854)
- 1782 – Georgius van Os, holenderski malarz (zm. 1861)
- 1784 – Marianne Jung, austriacka aktorka, tancerka (zm. 1860)
- 1788 – Félix Varela, kubański duchowny katolicki, Sługa Boży (zm. 1853)
- 1794:
  - (data chrztu) Jan Feliks Piwarski, polski malarz, grafik, pedagog (zm. 1859)
  - Eduard Rüppell, niemiecki zoolog, odkrywca (zm. 1884)
- 1800 – Feliks Nowosielski, polski kapitan, uczestnik powstania listopadowego, emigrant (zm. 1864)
- 1802 – Wilhelm von Kügelgen, niemiecki malarz, pisarz (zm. 1867)
- 1808 – Wojciech Kazimirski-Biberstein, polski arabista, iranista, tłumacz (zm. 1887)
- 1812:
  - Mychajło Małynowski, ukraiński duchowny greckokatolicki, polityk (zm. 1894)
  - Mateusz Mielczarski, polski organmistrz (zm. 1868)
- 1813:
  - Aleksander Bednawski, polski oficer, uczestnik powstania listopadowego, publicysta (zm. 1901)
  - Franc Miklošič, słoweński językoznawca, slawista, wykładowca akademicki (zm. 1891)
- 1815 – Franz von John, austriacki generał (zm. 1876)
- 1816 – Aleksander Szukiewicz, polski pisarz, dziennikarz, tłumacz (zm. 1885)
- 1817:
  - Benjamin Champney, amerykański malarz (zm. 1907)
  - James Morrison Harris, amerykański prawnik, polityk (zm. 1898)
- 1818 – Karol Szajnocha, polski historyk, pisarz (zm. 1868)
- 1820 – Feliks Szlachtowski, polski prawnik, polityk, prezydent Krakowa (zm. 1896)
- 1821 – Klimient Czechowicz, rosyjski duchowny prawosławny (zm. 1902)
- 1823 – Bethel Henry Strousberg, pruski przemysłowiec pochodzenia żydowskiego (zm. 1884)
- 1826 – Walerian Kalinka, polski duchowny katolicki, historyk (zm. 1886)
- 1827 – Achille Manara, włoski duchowny katolicki, arcybiskup Ankony i Numany, kardynał (zm. 1906)
- 1830 – Michaił Dragomirow, rosyjski generał, teoretyk wojskowości (zm. 1905)
- 1834 – Franjo Kuhač, chorwacki krytyk i etnograf muzyczny (zm. 1911)
- 1837:
  - Feliksa Eger, polska bibliotekarka, publicystka katolicka, propagatorka teorii spiskowych (zm. 1908)
  - Zygmunt Sarnecki, polski dramaturg, dziennikarz, tłumacz, dyrektor teatru (zm. 1922)
- 1838:
  - James William Denny, amerykański polityk (zm. 1918)
  - William Painter, amerykański naukowiec, wynalazca pochodzenia irlandzkiego (zm. 1906)
- 1839 – Christian Wilberg(inne języki), niemiecki malarz (zm. 1882)
- 1841:
  - Victor D’Hondt, belgijski prawnik, matematyk (zm. 1901)
  - Wilfrid Laurier, kanadyjski polityk, premier Kanady (zm. 1919)
- 1848:
  - Jan Maria Boccardo, włoski duchowny katolicki, błogosławiony (zm. 1913)
  - William C. Maybury, amerykański adwokat, polityk (zm. 1909)
- 1850:
  - Josef Bloch, austriacki rabin, filozof, polityk (zm. 1923)
  - Charlotte Garrigue-Masaryková, czechosłowacka feministka, publicystka, tłumaczka, pierwsza dama (zm. 1923)
- 1851:
  - John Merle Coulter, amerykański botanik, wykładowca akademicki (zm. 1928)
  - Małgorzata Sabaudzka, królowa Włoch (zm. 1926)
- 1852:
  - Bolesław Mańkowski, polski bibliotekarz, archiwista, pedagog (zm. 1921)
  - Frederick Wilding, nowozelandzki prawnik, wszechstronny sportowiec, działacz sportowy (zm. 1945)
- 1853 – Oskar Potiorek, austriacki generał, polityk (zm. 1933)
- 1855:
  - Josiah Royce, amerykański filozof (zm. 1916)
  - Michalina Stefanowska, polska neurofizjoog, biolog (zm. 1942)
- 1856:
  - Szymon Bernadzikowski, polski lekarz, działacz ruchu ludowego, polityk (zm. 1936)
  - Saturnin Kwiatkowski, polski historyk (zm. 1902)
  - Stanisław Sternberg Stojałowski, polski adwokat, działacz społeczny, wiceburmistrz Tarnowa (zm. 1906)
- 1858:
  - Selma Lagerlöf, szwedzka pisarka, laureatka Nagrody Nobla (zm. 1940)
  - Ber Wachs, polski przemysłowiec, działacz społeczny, filantrop pochodzenia żydowskiego (zm. ?)
- 1859 – Feliks Giela, polski prawnik, aptekarz, burmistrz Sanoka (zm. 1936)
- 1860 – José Figueroa Alcorta, argentyński adwokat, polityk, wiceprezydent i prezydent Argentyny (zm. 1931)
- 1862:
  - Edvard Westermarck, fiński socjolog, etnolog pochodzenia szwedzkiego (zm. 1939)
  - Nikołaj Wołodczenko, rosyjski generał-lejtnant (zm. 1945)
- 1866 – Józef Izabel Flores Varela, meksykański duchowny katolicki, męczennik, święty (zm. 1927)
- 1867:
  - Gustav Giemsa, niemiecki chemik, bakteriolog (zm. 1948)
  - Patrick Joseph Hayes, amerykański duchowny katolicki, arcybiskup Nowego Jorku, kardynał (zm. 1938)
- 1869:
  - Eliasz Carbonell Mollá, hiszpański duchowny katolicki, męczennik, błogosławiony (zm. 1936)
  - Zinaida Gippius, rosyjska pisarka, poetka, krytyk literacka, organizatorka życia kulturalnego (zm. 1945)
  - Michalina Jozafata Hordaszewska, polska zakonnica, błogosławiona (zm. 1919)
  - Andrzej Maj, polski polityk, wicemarszałek Sejmu Ustawodawczego (zm. 1934)
- 1870 – Piotr Bresiński, polski przedsiębiorca, bankowiec, gdański działacz polonijny (zm. 1940)
- 1873:
  - Paul Bablot, francuski kierowca wyścigowy, projektant torów wyścigowych (zm. 1932)
  - Mieczysław Rybczyński, polski inżynier hydrotechnik, polityk, minister robót publicznych (zm. 1937)
- 1874:
  - Klemens Borys, polski działacz socjalistyczny i związkowy, powstaniec śląski, polityk (zm. 1928)
  - Jan Feliks Jakubowski, polski historyk, archiwista (zm. 1938)
- 1875:
  - Friedrich-Werner Graf von der Schulenburg, niemiecki dyplomata (zm. 1944)
  - Feliks Michał Wygrzywalski, polski malarz (zm. 1944)
  - Roman Zagórski, polski psychiatra (zm. 1927)
- 1876 – Friedrich-Werner Graf von der Schulenburg, niemiecki arystokrata, dyplomata (zm. 1944)
- 1877:
  - Faris al-Churi, syryjski prawnik, polityk, premier Syrii (zm. 1962)
  - Herbert Pitman, brytyjski marynarz, trzeci oficer na „Titanicu” (zm. 1961)
- 1879:
  - Aleksandr Amilachwari, rosyjski pułkownik, emigracyjny działacz kombatancki, publicysta pochodzenia gruzińskiego (zm. 1968)
  - Franz Pfemfert, niemiecki dziennikarz, wydawca, publicysta (zm. 1954)
- 1881 – Irakli Cereteli, gruziński i rosyjski polityk (zm. 1959)
- 1882:
  - Stanisław Bobiński, polski działacz komunistyczny, pisarz (zm. 1937)
  - Ernestas Galvanauskas, litewski polityk, premier Litwy (zm. 1967)
  - Mieczysław Okęcki, polski inżynier, nauczyciel akademicki, działacz społeczny, polityk, wojewoda gdański (zm. 1952)
  - Mikael Simonsen, duński wioślarz (zm. 1950)
- 1883:
  - Alcibíades Arosemena, panamski polityk, dyplomata, wiceprezydent i prezydent Panamy (zm. 1958)
  - Stanisław Klimecki, polski prawnik, działacz społeczny, prezydent Krakowa (zm. 1942)
  - Theodor Roemer, niemiecki agronom, hodowca roślin (zm. 1951)
- 1884:
  - Teresa Dowgiałło, polska działaczka niepodległościowa, żołnierz AK (zm. 1945)
  - Feliks Młynarski, polski ekonomista, bankowiec (zm. 1972)
  - Erik Ohlsson, szwedzki strzelec sportowy (zm. 1980)
  - Norman Thomas, amerykański polityk (zm. 1968)
- 1886:
  - Karl von Frisch, austriacki biolog, zoolog, laureat Nagrody Nobla (zm. 1982)
  - Alexandre Stavisky, francuski oszust pochodzenia żydowskiego (zm. 1934)
- 1888:
  - Adam Ferens, polski nauczyciel, krajoznawca, taternik (zm. 1975)
  - Willi Tillmans, niemiecki malarz (zm. 1985)
- 1889 – Edwin Hubble, amerykański astronom (zm. 1953)
- 1890:
  - Inger Klint, duńska florecistka (zm. 1967)
  - Zofia Kozarynowa, polska pisarka, publicystka (zm. 1992)
  - Feliks Markiewicz, polski kapitan (zm. 1925)
  - Aleksander Napiórkowski, polski porucznik, polityk, poseł na Sejm Ustawodawczy (zm. 1920)
- 1891:
  - Izrail Agoł, rosyjski genetyk, filozof nauki pochodzenia żydowskiego (zm. 1937)
  - Einar Berntsen, norweski żeglarz sportowy (zm. 1965)
  - Władysław Cyganiewicz, polski wrestler, strongman (zm. 1968)
  - Michaił Czernow, radziecki polityk (zm. 1938)
  - Reginald Denny, brytyjski aktor (zm. 1967)
  - Andrzej Wojtkowski, polski historyk, polityk, poseł na Sejm PRL (zm. 1975)
- 1892 – James Collip, kanadyjski biochemik, fizjolog (zm. 1965)
- 1893 – André Bloch(inne języki), francuski matematyk (zm. 1948)
- 1894:
  - Ernest Maunoury, francuski pilot wojskowy, as myśliwski (zm. 1921)
  - Carl Mayer, austriacki pisarz, scenarzysta filmowy (zm. 1944)
- 1895:
  - Alois Liška, czechosłowacki generał armii (zm. 1977)
  - Tadeusz Szczurkiewicz, polski socjolog (zm. 1984)
- 1896:
  - Romuald Gumiński, polski klimatolog (zm. 1952)
  - Michaił Mieszczeriakow, radziecki generał major (zm. 1970)
  - Dmitrij Priszczepow, radziecki polityk (zm. 1940)
- 1897 – Andrzej Skrzypczak, polski sierżant, muzyk (zm. 1955)
- 1898:
  - Richmond Landon, amerykański lekkoatleta, skoczek wzwyż (zm. 1971)
  - Alberto Suppici, urugwajski piłkarz, trener (zm. 1981)
- 1899:
  - Dudley DeGroot, amerykański rugbysta, trener (zm. 1970)
  - Edmund Karaśkiewicz, polski fizyk, wykładowca akademicki (zm. 1973)
  - Alicja Jadwiga Kotowska, polska zakonnica, męczennica, błogosławiona (zm. 1939)
  - Feliks Stroiński, polski urzędnik, ofiara represji stalinowskich (zm. 1948)
- 1900:
  - Chester Gould, amerykański autor komiksów (zm. 1985)
  - Jean de Suarez d’Aulan, francuski bobsleista, pilot wojskowy (zm. 1944)
- 1901:
  - José Leandro Andrade, urugwajski piłkarz (zm. 1957)
  - Mieczysław Giergielewicz, polski pisarz, literaturoznawca (zm. 1983)
  - Nâzım Hikmet, turecki poeta, dramaturg, komunista pochodzenia polskiego (zm. 1963)
- 1902:
  - Gianpiero Combi, włoski piłkarz, bramkarz (zm. 1956)
  - Erik Eriksen, duński polityk, premier Danii (zm. 1972)
- 1903:
  - Aleksandra Daniłowa, amerykańska tancerka pochodzenia rosyjskiego (zm. 1997)
  - Leif Skagnæs, norweski kombinator norweski (zm. 1956)
  - Jan Ślusarczyk, polski malarz, rzeźbiarz, pedagog (zm. 1980)
- 1904:
  - Arnold Gartmann, szwajcarski bobsleista (zm. 1980)
  - Felicjan Majorkiewicz, polski podpułkownik (zm. 1975)
  - Orlin Wasilew, bułgarski pisarz, polityk komunistyczny (zm. 1977)
- 1905:
  - Feliks Iwański, polski bokser (zm. 1946)
  - Arnold Luhaäär, estoński sztangista (zm. 1965)
- 1906:
  - Marian Schwartz, polski plastyk, grafik, witrażysta, działacz społeczny, regionalista, pedagog (zm. 2001)
  - Iris Tanner, brytyjska pływaczka (zm. 1971)
- 1907:
  - Fran Allison, amerykańska aktorka (zm. 1989)
  - Henri-Georges Clouzot, francuski reżyser, scenarzysta i producent filmowy (zm. 1977)
  - Petar Lončarević, serbski piłkarz (zm. 1978)
- 1908:
  - Alistair Cooke, amerykański dziennikarz pochodzenia brytyjskiego (zm. 2004)
  - Bernard Frydrysiak, polski malarz, grafik (zm. 1970)
  - Jenő Vincze, węgierski piłkarz, trener (zm. 1988)
- 1909:
  - Vicente Feola, brazylijski trener piłkarski (zm. 1975)
  - Felicja Schabińska, polska lekkoatletka (zm. 1996)
- 1910:
  - Feliks Kanabus, polski chirurg (zm. 1978)
  - Pauli Murray, amerykańska duchowna Kościoła Episkopalnego, działaczka społeczna, poetka (zm. 1985)
- 1911:
  - David Seymour, amerykański fotoreporter pochodzenia żydowskiego (zm. 1956)
  - Jean Shiley, amerykańska lekkoatletka, skoczkini wzwyż (zm. 1998)
  - Paul Zielinski, niemiecki piłkarz pochodzenia polskiego (zm. 1966)
- 1912:
  - Enrique García, argentyński piłkarz (zm. 1969)
  - Otto von Habsburg, austriacki arystokrata, polityk, eurodeputowany, głowa rodu Habsburgów (zm. 2011)
  - Włodzimierz Kaczanowski, polski major, żołnierz Socjalistycznej Organizacji Bojowej, uczestnik powstania warszawskiego (zm. 1944)
- 1913:
  - Willy Angst, szwajcarski zapaśnik (zm. ?)
  - Judy Canova, amerykańska aktorka, piosenkarka, komik (zm. 1983)
  - Bo Westerberg, szwedzki żeglarz sportowy (zm. 1991)
  - Jakow Zak, rosyjski pianista, pedagog (zm. 1976)
- 1914:
  - Anatol Gupieniec, polski historyk, historyk sztuki, muzealnik, numizmatyk (zm. 1985)
  - Kurt Lundqvist, szwedzki lekkoatleta, skoczek wzwyż (zm. 1976)
  - José Revueltas, meksykański prozaik, eseista, polityk (zm. 1976)
- 1915:
  - Bill Daniel, amerykański polityk (zm. 2006)
  - Hu Yaobang, chiński polityk, sekretarz generalny KPCh (zm. 1989)
  - Kon Ichikawa, japoński reżyser filmowy (zm. 2008)
- 1916:
  - Janusz Burakiewicz, polski ekonomista, polityk, minister żeglugi i handlu zagranicznego (zm. 1989)
  - John Elwyn(inne języki), brytyjski malarz (zm. 1997)
  - Albert Hyzler, maltański polityk, p.o. prezydenta Malty (zm. 1993)
  - Evelyn Keyes, amerykańska aktorka (zm. 2008)
- 1917:
  - Anatol Brzoza, polski ekonomista pochodzenia żydowskiego (zm. 1997)
  - Robert Byrd, amerykański polityk, senator (zm. 2010)
  - Erich Leo Lehmann, amerykański statystyk (zm. 2009)
- 1918:
  - Sven Lindberg, szwedzki aktor, reżyser filmowy (zm. 2006)
  - Heinrich (Dora) Ratjen, niemiecki lekkoatleta (hermafrodyta) (zm. 2008)
- 1919:
  - Kiriłł Czistow, rosyjski etnograf, folklorysta (zm. 2007)
  - Guido Nardecchia, włoski bokser (zm. 2003)
  - Phyllis Thaxter, amerykańska aktorka (zm. 2012)
  - Henryk Tomaszewski, polski reżyser teatralny, mim, tancerz, choreograf (zm. 2001)
- 1920 – Wiktor Nanowski, polski aktor (zm. 1987)
- 1921 – Dan Frazer, amerykański aktor (zm. 2011)
- 1922:
  - Louis van Gasteren, holenderski reżyser filmowy (zm. 2016)
  - Johnny Leach, brytyjski tenisista stołowy (zm. 2014)
- 1923:
  - Gunnar Åkerlund, szwedzki kajakarz (zm. 2006)
  - Nadine Gordimer, południowoafrykańska pisarka, laureatka Nagrody Nobla (zm. 2014)
  - Leon Łukaszewicz, polski informatyk (zm. 2013)
  - Giovanni Moretti, włoski duchowny katolicki, arcybiskup, nuncjusz apostolski (zm. 2018)
- 1924:
  - Benoît Mandelbrot, francuski matematyk (zm. 2010)
  - Zbigniew Waydyk, polski poeta, satyryk, aforysta (zm. 2003)
- 1925:
  - Clytus Gottwald, niemiecki muzykolog, dyrygent chóralny, kompozytor (zm. 2023)
  - Robert F. Kennedy, amerykański prawnik, polityk, senator, prokurator generalny (zm. 1968)
  - Maja Plisiecka, rosyjska tancerka baletowa, choreograf (zm. 2015)
- 1926:
  - Choi Eun-hee, południowokoreańska aktorka (zm. 2018)
  - Ann Turner Cook, amerykańska nauczycielka, pisarka (zm. 2022)
  - John Edmund Gardner(inne języki), brytyjski pisarz (zm. 2007)
  - Édouard Leclerc, francuski przedsiębiorca (zm. 2012)
  - Miroslav Tichý, czeski malarz, fotograf (zm. 2011)
- 1927:
  - Miriam Akavia, izraelski pisarka (zm. 2015)
  - Wachtang Balawadze, gruziński zapaśnik (zm. 2018)
  - Józef Bursewicz(inne języki), polski pisarz, felietonista, tłumacz (zm. 1982)
- 1928:
  - Aleksiej Batałow, rosyjski aktor, reżyser filmowy (zm. 2017)
  - John Disley, brytyjski lekkoatleta, długodystansowiec (zm. 2016)
  - Pete Rademacher, amerykański bokser (zm. 2020)
- 1929:
  - Jerry Hardin, amerykański aktor
  - Raymond Lefèvre, francuski kompozytor, pianista (zm. 2008)
- 1930:
  - John of the Cross Chang Yik, koreański duchowny katolicki, biskup Chuncheon (zm. 2020)
  - Bernard Horsfall, brytyjski aktor (zm. 2013)
  - Andrzej Krzeczunowicz, polski dziennikarz, dyplomata (zm. 2020)
- 1931:
  - Bohdan Drozdowski, polski poeta, prozaik, publicysta, tłumacz, autor sztuk scenicznych (zm. 2013)
  - Michaił Szachow, radziecki zapaśnik (zm. 2018)
  - Jan Antoni Witkowski, polski działacz kombatancki, uczestnik powstania warszawskiego
- 1932:
  - James Hardy, australijski przedsiębiorca, żeglarz sportowy (zm. 2023)
  - Sándor Mátrai, węgierski piłkarz (zm. 2002)
  - Colville Young, belizeński polityk, gubernator generalny Belize
  - Anatolij Ziniewicz, radziecki generał-lejtnant (zm. 2000)
- 1933:
  - Georges Soubrier, francuski duchowny katolicki, biskup Nantes
  - Per Wästberg, szwedzki pisarz, członek Akademii Szwedzkiej
- 1934 – Witalij Złotnikow, rosyjski autor literatury dziecięcej (zm. 2000)
- 1935:
  - Imre Makovecz, węgierski architekt (zm. 2011)
  - Stanisław Marczuk, polski związkowiec, polityk, senator RP
- 1936:
  - Hans van Abeelen, holenderski biolog (zm. 1998)
  - Don DeLillo, amerykański pisarz
  - Karl-Heinz Hopp, niemiecki wioślarz (zm. 2007)
  - Edward Kienig, polski geolog, polityk, senator RP
  - Jerzy Niczyperowicz, polski polityk, poseł na Sejm RP (zm. 1996)
  - Eduard Punset, hiszpański ekonomista, polityk (zm. 2019)
- 1937:
  - Eero Mäntyranta, fiński biegacz narciarski (zm. 2013)
  - Andrzej Sariusz-Skąpski, polski działacz społeczny, prezes Federacji Rodzin Katyńskich (zm. 2010)
  - Wiktoria Tokariewa, rosyjska pisarka
- 1938:
  - Richard Aoki, amerykański działacz na rzecz praw obywatelskich pochodzenia japońskiego (zm. 2009)
  - Anna Kowalczyk, polska polityk, poseł na Sejm PRL
  - Stojan Piliczew, bułgarski bokser
- 1939:
  - Feliks Prusak, polski prawnik, adwokat, nauczyciel akademicki
  - Jan Szczepański, polski bokser (zm. 2017)
- 1940:
  - Rudolf Baláž, słowacki duchowny katolicki, biskup bańskobystrzycki (zm. 2011)
  - Arieh Warshel, izraelsko-amerykański chemik, laureat Nagrody Nobla
  - Erwin Wilczek, polski piłkarz, trener (zm. 2021)
- 1941:
  - Tadeusz Bojarski, polski prawnik, wykładowca akademicki (zm. 2020)
  - John Darnton, amerykański pisarz, dziennikarz
  - Dr. John, amerykański wokalista, pianista, gitarzysta (zm. 2019)
  - Rafał Karpiński, polski historyk, urzędnik państwowy, dyplomata
  - Gary Karr, amerykański kontrabasista jazzowy (zm. 2025)
  - Wołodymyr Proszkin, ukraiński piłkarz (zm. 2024)
  - Jerzy Surwiło, polski pisarz, dziennikarz, publicysta (zm. 2009)
- 1942:
  - Joe Biden, amerykański polityk, wiceprezydent i prezydent USA
  - Bob Einstein, amerykański aktor, komik (zm. 2019)
  - Norman Greenbaum, amerykański piosenkarz
  - Meredith Monk, amerykańska artystka współczesna, kompozytorka, wokalistka, reżyserka, choreografka
  - Paulos Faraj Rahho, iracki duchowny Kościoła chaldejskiego, arcybiskup Mosulu (zm. 2008)
  - Jack Simes, amerykański kolarz szosowy i torowy
- 1943:
  - David Douglas-Home, brytyjski arystokrata, hrabia Home (zm. 2022)
  - Jadwiga Rotnicka, polska hydrolog, polityk, senator RP
  - Suze Rotolo, amerykańska artystka (zm. 2011)
  - Marek Tomaszewski, polski pianista
  - Marianna Wróblewska, polska wokalistka jazzowa
- 1944:
  - Wanda Adamska, polska polityk, poseł na Sejm PRL (zm. 2024)
  - János Benedek, węgierski sztangista
  - Louie Dampier, amerykański koszykarz
  - David McGough, brytyjski duchowny katolicki, biskup pomocniczy Birmingham (zm. 2023)
  - Anthea Stewart, zimbabwejska hokeistka na trawie
- 1945:
  - Andrzej Bajołek, polski polityk, poseł na Sejm RP (zm. 2016)
  - Andrzej Lipniewski, polski malarz, rysownik, karykaturzysta, grafik, działacz kulturalny, poeta, muzyk, kompozytor
- 1946:
  - Duane Allman, amerykański gitarzysta, członek zespołu The Allman Brothers Band (zm. 1971)
  - Algimantas Butnorius, litewski szachista (zm. 2017)
  - Cyryl I, rosyjski duchowny prawosławny, patriarcha Moskwy i Wszechrusi
  - John Small, amerykański futbolista (zm. 2012)
- 1947:
  - Zdzisław Antczak, polski piłkarz ręczny (zm. 2019)
  - Nurłan Bałgymbajew, kazachski polityk, premier Kazachstanu (zm. 2015)
  - Rienat Ibragimow, rosyjski śpiewak operowy i estradowy, producent muzyczny (zm. 2022)
  - Zdzisław Pietrasik, polski krytyk filmowy i teatralny, dziennikarz, publicysta (zm. 2017)
  - Joe Walsh, amerykański muzyk, członek zespołu The Eagles
- 1948:
  - Barbara Hendricks, amerykańska śpiewaczka operowa (sopran)
  - Richard Masur, amerykański aktor
  - Gunnar Nilsson, szwedzki kierowca wyścigowy Formuły 1 (zm. 1978)
  - Jan Nowicki, polski koszykarz
- 1949:
  - Giles Hart, brytyjski działacz związkowy (zm. 2005)
  - Krystian Łuczak, polski polityk, poseł na Sejm RP
  - Juha Mieto, fiński biegacz narciarski
  - Tamagnini Nené, portugalski piłkarz
  - Paweł Rabczewski, polski sztangista
  - Uładzimir Siemaszka, białoruski polityk
  - Włodzimierz Stefański, polski siatkarz
  - Annelie Wilden, niemiecka lekkoatletka, sprinterka
- 1950:
  - Andrzej Baranowski, polski aktor (zm. 2024)
  - Włodzimierz Kurnik, polski inżynier mechanik
- 1951:
  - Andrzej Iskrzycki, polski hokeista
  - Ernesto Martínez, kubański siatkarz (zm. 2007)
  - Aleksiej Spiridonow, rosyjski lekkoatleta, młociarz (zm. 1998)
- 1952:
  - Jerzy Gosiewski, polski leśnik, polityk, poseł na Sejm RP
  - Jan Piekło, polski dziennikarz, dyplomata
  - Luis Planas, hiszpański prawnik, dyplomata, polityk
  - Tomasz Polak, polski teolog
  - Anna Siwik, polska naukowiec historii najnowszej, prorektor AGH
  - Gerard Stach, polski żużlowiec (zm. 1974)
  - Walerij Wostrotin, rosyjski generał pułkownik wojsk powietrznodesantowych, polityk (zm. 2024)
- 1953:
  - Halid Bešlić, bośniacki piosenkarz
  - Tom Coolen, kanadyjski hokeista, trener
  - Greg Gibson, amerykański zapaśnik
  - Sulejman Ugljanin, serbski stomatolog, polityk
  - Roman Zwarycz, ukraiński filozof, polityk
- 1954:
  - Aneka, szkocka piosenkarka
  - Jacek Merkel, polski polityk, przedsiębiorca
- 1955:
  - Rapisardo Antinucci, włoski geodeta, polityk
  - Toshio Matsuura, japoński piłkarz
- 1956:
  - Bo Derek, amerykańska aktorka, producentka filmowa, modelka
  - Helmfried von Lüttichau, niemiecki aktor
- 1957:
  - Stefan Bellof, niemiecki kierowca wyścigowy (zm. 1985)
  - John Eriksen, duński piłkarz (zm. 2002)
  - Goodluck Jonathan, nigeryjski polityk, prezydent Nigerii
- 1958:
  - Grzegorz Kupczyk, polski wokalista, autor tekstów, muzyk, producent muzyczny, członek zespołów: Turbo, Panzer X, Esqarial, CETI i Last Warrior
  - Ewa Szuszkiewicz, polska astrofizyk, astronom, astrobiolog
  - Rudi Vervoort, belgijski prawnik, samorządowiec, polityk
- 1959:
  - Terri Attwood, brytyjska bioinformatyk
  - Orlando Figes, brytyjski historyk, pisarz
  - Diane James, brytyjska działaczka samorządowa, polityk
  - Mario Martone, włoski scenarzysta, reżyser filmowy, teatralny i operowy
  - Ryszard Minkiewicz, polski śpiewak operowy (tenor), pedagog
  - Franz-Peter Tebartz-van Elst, niemiecki duchowny katolicki, biskup Limburga
  - Sean Young, amerykańska aktorka
- 1960:
  - Allen Chastanet, polityk, premier Saint Lucia
  - Ye Jiangchuan, chiński szachista, trener
- 1961:
  - Phil Joanou, amerykański reżyser filmowy
  - Urmas Kaldvee, estoński biathlonista
  - Erol Kemah, turecki zapaśnik
  - Wojciech Szumowski, polski reżyser filmów dokumentalnych
  - Shaun Wallace, brytyjski kolarz torowy i szosowy
  - Dave Watson, angielski piłkarz
- 1962:
  - Júlio Endi Akamine, brazylijski duchowny katolicki, biskup pomocniczy São Paulo
  - Živko Budimir, chorwacki wojskowy, polityk, prezydent Federacji Bośni i Hercegowiny
  - Elżbieta Duda, polska polityk, samorządowiec, posłanka na Sejm RP
  - Gerardo Martino, argentyński piłkarz, trener
- 1963:
  - Timothy Gowers, brytyjski matematyk
  - Beezie Madden, amerykańska jeźdźczyni sportowa
  - John Mair, jamajski lekkoatleta, sprinter
  - Ming-Na Wen, chińska aktorka
  - Marek Piotrowicz, polski piłkarz, trener
- 1964:
  - Lorena D’Alessandro, włoska Służebnica Boża (zm. 1981)
  - Andrij Kałasznikow, ukraiński zapaśnik
  - Jolanta Pieńkowska, polska dziennikarka i prezenterka telewizyjna
- 1965:
  - Michael Diamond, amerykański muzyk, kompozytor, autor tekstów, członek zespołu Beastie Boys
  - Sen Dog, amerykański raper
  - Jimmy Vasser, amerykański kierowca wyścigowy
- 1966:
  - Neil Broad, brytyjski tenisista pochodzenia południowoafrykańskiego
  - Terry Lovejoy, australijski astronom amator
  - Štefan Svitek, słowacki trener koszykarski
- 1967:
  - Martin Glváč, słowacki prawnik, polityk
  - Stuart Ripley, angielski piłkarz
- 1968:
  - Andriej Charłow, rosyjski szachista (zm. 2014)
  - James Dutton, amerykański pilot wojskowy, astronauta
  - Abdellatif Osmane, algierski piłkarz
  - Paul Scheuring, amerykański reżyser, scenarzysta i producent telewizyjny
  - Jeff Tarango, amerykański tenisista
- 1969:
  - Kristian Ghedina, włoski narciarz alpejski
  - Søren Pind, duński prawnik, polityk
  - Yasunori Sakurazawa, japoński perkusista, członek zespołów: Zigzo, L’Arc-en-Ciel i Sons of All Pussys
  - Wolfgang Stark, niemiecki sędzia piłkarski
  - Callie Thorne, amerykańska aktorka
- 1970:
  - Faissal Ebnoutalib, niemiecki taekwondzista pochodzenia marokańskiego
  - Paweł Fortuna, polski psycholog, pisarz, kompozytor
  - Phife Dawg, amerykański raper pochodzenia trynidadzko-tobagijskiego (zm. 2016)
  - Joe Zaso, amerykański aktor, producent filmowy, kulturysta, model pochodzenia włoskiego
- 1971:
  - Mike Dunn, angielski snookerzysta
  - Marcin Velinov, polski mistrz aikido, kaskader, producent filmowy, choreograf walk
  - Kibu Vicuña, hiszpański trener piłkarski
- 1972:
  - Marcin Łukaszewski, polski pianista, kompozytor
  - Corinne Niogret, francuska biathlonistka
  - Tatjana Turanska, naddniestrzańska polityk, premier Naddniestrza
- 1973:
  - Fabio Galante, włoski piłkarz
  - Neil Hodgson, brytyjski motocyklista wyścigowy
  - Silke Lichtenhagen, niemiecka lekkoatletka, sprinterka
  - Sira Rego, hiszpańska działaczka samorządowa, polityk
- 1974:
  - Daniela Anschütz-Thoms, niemiecka łyżwiarka szybka
  - Jason Faunt, amerykański aktor
  - Radosław Garncarek, polski aktor
  - Drew Ginn, australijski wioślarz
  - Taavi Veskimägi, estoński polityk
- 1975:
  - Ryan Bowen, amerykański koszykarz, trener
  - Joshua Gomez, amerykański aktor pochodzenia hiszpańskigo
  - Davey Havok, amerykański wokalista, członek zespołu A Fire Inside
  - Mengke Bate’er, chiński koszykarz
  - Ptolemy Slocum, kenijsko-amerykański aktor, operator i producent filmowy
  - Sebastian Ułamek, polski żużlowiec
- 1976:
  - Muhammad Barakat, egipski piłkarz
  - Franz Birkfellner, austriacki judoka
  - DeJuan Collins, amerykański koszykarz
  - Harold Jamison, amerykański koszykarz
  - Ji Yun-nam, północnokoreański piłkarz
  - Lorenzo Patané, niemiecki aktor pochodzenia włoskiego
  - Nebojša Stefanović, serbski ekonomista, polityk
  - Jason Thompson, amerykański aktor
- 1977:
  - Michaił Iwanow, rosyjski biegacz narciarski
  - Daniel Svensson, szwedzki perkusista, członek zespołu In Flames
- 1978:
  - João Manuel Ferreira, portugalski biolog, polityk
  - Kéné Ndoye, senegalska lekkoatletka, skoczkini w dal i trójskoczkini (zm. 2023)
  - Fran Perea, hiszpański aktor, wokalista
  - Kamil Piroš, czeski hokeista
  - Nadine Velazquez, amerykańska aktorka, modelka pochodzenia portorykańskiego
- 1979:
  - Wincenty (Brylejew), rosyjski biskup prawosławny
  - Dmitrij Bułykin, rosyjski piłkarz
  - Kateryna Burmistrowa, ukraińska zapaśniczka
  - Naide Gomes, portugalska lekkoatletka, wieloboistka
  - William Hernandez, amerykański aktor pochodzenia portorykańskiego
  - Julia Krynke, polska aktorka
  - Marek (Łewkiw), ukraiński biskup prawosławny
  - Piotr Łukaszczyk, polski aktor
  - Kamil Maćkowiak, polski aktor, reżyser, scenarzysta, tancerz, choreograf
  - Silvijo Petriško, chorwacki wioślarz
  - Bojana Popović, czarnogórska piłkarka ręczna
- 1980:
  - Dilnaz Achmadijewa, kazachska aktorka, piosenkarka pochodzenia ujgurskiego
  - Eiko Koike, japońska aktorka, modelka
  - Poonsawat Kratingdaenggym, tajski bokser
  - Martina Suchá, słowacka tenisistka
- 1981:
  - Espen Hoff, norweski piłkarz
  - Yūko Kawaguchi, japońsko-rosyjska łyżwiarka figurowa
  - Jean Pierre Mifsud Triganza, maltański piłkarz
  - Andrea Riseborough, brytyjska aktorka
  - Tara Rose Hedican, kanadyjska zapaśniczka
  - Kimberley Walsh, brytyjska piosenkarka, aktorka
- 1982:
  - Stephen Ademolu, kanadyjski piłkarz pochodzenia jamajsko-nigeryjskiego
  - Dương Hồng Sơn, wietnamski piłkarz, bramkarz
  - Jernej Kolenko, słoweński żużlowiec
  - Eloy Teruel, hiszpański kolarz torowy i szosowy
  - Fabián Villaseñor, meksykański piłkarz, bramkarz
- 1983:
  - Dele Aiyenugba, nigeryjski piłkarz, bramkarz
  - Mónika Kovacsicz, węgierska piłkarka ręczna
  - Allan Stig Rasmussen, duński szachista
- 1984:
  - Romana Kasperkiewicz, polska judoczka
  - Cartier Martin, amerykański koszykarz
  - Moe Meguro, japońska curlerka
  - Marcin Rempała, polski żużlowiec
  - Kamila Skrzyniarz, polska piłkarka ręczna
  - Monique van der Vorst, holenderska kolarka szosowa
  - Khalen Young, australijski kolarz BMX
- 1985:
  - Dan Byrd, amerykański aktor
  - Yoriko Kunihara, japońska judoczka
  - Marija Muchortowa, rosyjska łyżwiarka figurowa
  - Heinrich Schmidtgal, kazachski piłkarz pochodzenia niemieckiego
- 1986:
  - Cristina Barcellini, włoska siatkarka
  - Edder Delgado, honduraski piłkarz
  - Ashley Fink, amerykańska aktorka
  - Jared Followill, amerykański basista, członek zespołu Kings of Leon
  - Sławomir Mentzen, polski ekonomista, polityk, poseł na Sejm RP
  - Oliver Sykes, brytyjski muzyk, wokalista, członek zespołu Bring Me the Horizon
- 1987:
  - Molly Blixt Egelind, duńska aktorka
  - Anna Kuprijanowa, rosyjska siatkarka
  - Mylène Lazare, francuska pływaczka
  - Jeff Locke, amerykański baseballista
  - Nathan Lyon, australijski krykiecista
  - Valdet Rama, albański piłkarz
- 1988:
  - Cody Allen, amerykański baseballista
  - Marie-Laure Brunet, francuska biathlonistka
  - Maria Inaly Morazán, nikaraguańska wszechstronna lekkoatletka
  - Max Pacioretty, amerykański hokeista
  - Roberto Rosales, wenezuelski piłkarz
  - Karolina Szablewska, polska lekkoatletka, wieloboistka
  - Dušan Tadić, serbski piłkarz
- 1989:
  - Joni Brandão, portugalski kolarz szosowy
  - Artak Daszian, ormiański piłkarz
  - Abby Erceg, nowozelandzka piłkarka
  - Babita Kumari, indyjska zapaśniczka
  - Cody Linley, amerykański aktor
  - Agon Mehmeti, albański piłkarz
  - Robert Orzechowski, polski piłkarz ręczny
  - Siergiej Połunin, ukraiński tancerz baletowy
  - Eduardo Vargas, chilijski piłkarz
  - Dmitrij Żytnikow, rosyjski piłkarz ręczny
- 1990:
  - Maja Bohosiewicz, polska aktorka
  - Benjamin Burić, bośniacki piłkarz ręczny, bramkarz
  - Aleksandra Król, polska snowboardzistka
  - Daiki Nishiyama, japoński judoka
  - Baatardżawyn Szoowdor, mongolska zapaśniczka
- 1991:
  - Haley Anderson, amerykańska pływaczka
  - Martyna Cebulska, polska koszykarka
  - Irene Esser(inne języki), wenezuelska aktorka, modelka
  - Grant Hanley, szkocki piłkarz
  - Anthony Knockaert, francuski piłkarz
  - Christian Lindell(inne języki), brazylijsko-szwedzki tenisista
- 1992:
  - Bartosz Ciura, polski hokeista
  - Zoltán Harcsa, węgierski bokser
  - Maiha Ishimura(inne języki) japońska piosenkarka, aktorka
  - Kristiina Mäkelä, fińska lekkoatletka, trójskoczkini
  - Gaku Matsuda(inne języki) japoński aktor
  - Adriana Pérez, wenezuelska tenisistka
  - Jenna Prandini, amerykańska lekkoatletka, sprinterka
  - Amit Quluzadə, azerski piłkarz
  - Brayan Ramírez, kolumbijski kolarz szosowy
  - Julian Schelb, niemiecki kolarz górski
  - Freddie Veseli, albański piłkarz
- 1993:
  - Man Asaad, syryjski sztangista
  - Sanjin Prcić, bośniacki piłkarz
  - Masahiro Sekita, japoński siatkarz
  - Przemysław Słowikowski, polski lekkoatleta, sprinter
- 1994:
  - Ángel Delgado, dominikański koszykarz
  - Timothy Kitum, kenijski lekkoatleta, średniodystansowiec
- 1995:
  - Theo Bongonda, belgijski piłkarz pochodzenia kongijskiego
  - Timothy Cheruiyot, kenijski lekkoatleta, średniodystansowiec
  - Michael Clifford(inne języki), australijski gitarzysta, klawiszowiec, wokalista, członek zespołu 5 Seconds of Summer
  - Luke Perry, australijski siatkarz
  - Kyle Snyder, amerykański zapaśnik
- 1996:
  - David Concha, hiszpański piłkarz
  - Jack Harrison, angielski piłkarz
  - Blaž Janc, słoweński piłkarz ręczny
  - Bartosz Modrzyński, polski wioślarz
  - Dean Wade, amerykański koszykarz
  - Lexi Weeks, amerykańska lekkoatletka, tyczkarka
  - Denis Zakaria, szwajcarski piłkarz pochodzenia kongijskiego
- 1997:
  - Kostas Andetokunmbo, grecki koszykarz pochodzenia nigeryjskiego
  - Laura Pirovano, włoska narciarka alpejska
  - Szymon Ryżek, polski koszykarz
- 1998:
  - Franziska Brauße, niemiecka kolarka szosowa i torowa
  - Misaki Emura, japońska szablistka
  - Thomas Galdames, chilijski piłkarz
  - Eric Ramírez, wenezuelski piłkarz
- 1999:
  - Batchujagijn Chulan, mongolska zapaśniczka
  - Ibtissem Doudou, algierska zapaśniczka
  - Wajdi Hajji, tunezyjski judoka
  - Marcos López, peruwiański piłkarz
  - Elison Rivas, honduraski piłkarz
  - Patryk Sikora, polski piłkarz
- 2000:
  - Joel Obando, nikaraguański piłkarz
  - Connie Talbot, brytyjska piosenkarka
- 2001:
  - Zurab Gigaszwili, gruziński piłkarz
  - Andrea López, meksykańska zapaśniczka
  - Catherine McNally, amerykańska tenisistka
  - Adrien Truffert, francuski piłkarz
  - Anna Zdziebło, polska lekkoatletka, chodziarka
- 2002 – Madisyn Shipman(inne języki), amerykańska aktorka
- 2003 – Gradey Dick, amerykański koszykarz
- 2004 – Youssoufa Moukoko, niemiecki piłkarz pochodzenia kameruńskiego

## Zmarli
- 869 – Edmund Męczennik, król Anglii Wschodniej, święty (ur. 841/42)
- 967 – Abu al-Faradż al-Isfahani, arabski historyk, poeta (ur. 897)
- 996 – Ryszard I Nieustraszony, książę Normandii (ur. 933/34)
- 1008 – Godfryd I, książę Bretanii (ur. 980)
- 1022 – Bernward z Hildesheim, niemiecki duchowny katolicki, biskup Hildesheim, święty (ur. ok. 960)
- 1084 – Otto II, margrabia Montferratu (ur. ok. 1015)
- 1314 – (lub 1315) Albrecht II Wyrodny, landgraf Turyngii, palatyn saski, margrabia Miśni (ur. 1240)
- 1316 – Jan I Pogrobowiec, król Nawarry i Francji (ur. 1316)
- 1364 – (lub 1365) Anastazja, księżniczka halicka, księżna nowogrodzka, wielka księżna włodzimierska (ur. ?)
- 1400 – Elżbieta Luksemburska, margrabianka morawska, księżna saska (ur. 1353–55)
- 1437 – Thomas Langley, angielski duchowny katolicki, biskup Durham, arcybiskup Yorku, lord kanclerz (ur. 1363)
- 1503 – Magnus II, książę meklemburski na Schwerinie i Güstrowie (ur. 1441)
- 1517 – (lub 30 listopada) Franz von Taxis, włoski kurier, założyciel pierwszego europejskiego systemu pocztowego (ur. 1459)
- 1518 – Pierre de la Rue, franko-flamandzki kompozytor (ur. ok. 1460)
- 1559:
  - Frances Brandon, angielska arystokratka (ur. 1517)
  - William Watson, angielski kupiec, armator, dyplomata (ur. ?)
- 1562 – Giovanni de’ Medici, włoski kardynał (ur. 1544)
- 1586 – Jakub Milewski, polski duchowny katolicki, biskup pomocniczy krakowski (ur. ?)
- 1587 – Ostafi Bohdanowicz Wołłowicz, marszałek hospodarski, podskarbi ziemski litewski, podkanclerzy litewski, marszałek nadworny (ur. ?)
- 1591 – Christopher Hatton, angielski prawnik, polityk (ur. 1540)
- 1593 – Hans Bol, flamandzki malarz, rysownik, iluminator (ur. 1534)
- 1598 – Adam Bohorič, słoweński językoznawca (ur. ok. 1520)
- 1603 – Krzysztof Radziwiłł Piorun, krajczy wielki litewski, podczaszy wielki litewski, hetman polny litewski, podkanclerzy litewski, wojewoda wileński, hetman wielki litewski (ur. 1547)
- 1651 – Mikołaj Potocki, pisarz polny koronny, wojewoda bracławski, hetman polny koronny, hetman wielki koronny (ur. 1593)
- 1659 – Danyło Wyhowski, kozacki pułkownik (ur. ?)
- 1662 – Leopold Wilhelm Habsburg, namiestnik Niderlandów Habsburskich, wielki mistrz zakonu krzyżackiego, biskup wrocławski (ur. 1614)
- 1704 – Charles Plumier, francuski zakonnik, botanik, podróżnik (ur. 1646)
- 1720 – Georg Wachschlager, szwedzki duplomata (ur. 1648)
- 1737 – Karolina z Ansbachu, królowa Anglii (ur. 1683)
- 1742 – Melchior de Polignac, francuski kardynał (ur. 1661)
- 1758 – Johan Helmich Roman, szwedzki kompozytor (ur. 1694)
- 1764 – Christian Goldbach, pruski matematyk (ur. 1690)
- 1806 – Isaac Backus, amerykański duchowny baptystyczny, historyk (ur. 1724)
- 1811 – Friedrich Georg Tilly, pruski wojskowy, polityk, prezydent Warszawy (ur. 1742)
- 1830 – Jurij Dołgorukow, rosyjski generał (ur. 1740)
- 1837:
  - Franciszek Ksawery Nguyễn Cần, wietnamski męczennik i święty katolicki (ur. ok. 1803)
  - Johann Heinrich Scheibler, niemiecki pisarz muzyczny, akustyk (ur. 1777)
- 1838 – William Molyneux, brytyjski arystokrata, sportowiec, hazardzista (ur. 1772)
- 1840 – Ludwik Bogusławski, polski generał brygady, uczestnik powstania listopadowego (ur. 1773)
- 1847 – Wilhelm II, elektor Hesji-Kassel (ur. 1777)
- 1850 – Ernst August Philipp von Borcke, pruski polityk (ur. 1766)
- 1856 – Farkas Bolyai, węgierski matematyk, pedagog (ur. 1775)
- 1858 – James Stopford, brytyjski arystokrata, polityk pochodzenia irlandzkiego (ur. 1794)
- 1859 – John Wolley, brytyjski przyrodnik, podróżnik (ur. 1823)
- 1860 – Isaak Markus Jost, niemiecki historyk, pedagog pochodzenia żydowskiego (ur. 1793)
- 1861 – Pierre-Frédéric Sarrus, francuski matematyk, wykładowca akademicki (ur. 1798)
- 1863 – James Bruce, brytyjski arystokrata, polityk, dyplomata, administrator kolonialny (ur. 1811)
- 1864 – Jan Tuczyński, polski majster tokarski, uczestnik powstania styczniowego (ur. ?)
- 1874 – Karol Ferdynand Habsburg, austriacki arcyksiążę (ur. 1818)
- 1875:
  - Franciszek Błędowski, polski pułkownik, uczestnik powstania listopadowego (ur. 1806)
  - Franciszek V Habsburg-Este, książę Modeny (ur. 1819)
- 1876 – Mariano Benito Barrio Fernández, hiszpański duchowny katolicki, arcybiskup Walencji, kardynał (ur. 1805)
- 1878 – Julius Alexander Elwanger, niemiecki polityk, nadburmistrz Wrocławia (ur. 1807)
- 1879 – Ksawery Branicki, polski ziemianin, oficer w służbie rosyjskiej, finansista, działacz narodowy i polityczny, kolekcjoner dzieł sztuki, mecenas polskiej emigracji, publicysta (ur. 1816)
- 1880 – Léon Cogniet, francuski malarz (ur. 1794)
- 1881 – Adolf Dux, węgierski pisarz, tłumacz, publicysta pochodzenia żydowskiego (ur. 1822)
- 1882 – Domenico Sanguigni, włoski kardynał, dyplomata watykański (ur. 1809)
- 1886:
  - Róza Laborfalvi, węgierska aktorka (ur. 1817)
  - Rebecca Solomon, brytyjska malarka pochodzenia żydowskiego (ur. 1832)
- 1891 – Letsie I, król Basuto (ur. 1811)
- 1893 – Gustaw Geyer, polski przemysłowiec pochodzenia niemieckiego (ur. 1844)
- 1894:
  - Karol August, następca tronu Saksonii-Weimar-Eisenach (ur. 1844)
  - Anton Rubinstein, rosyjski pianista, kompozytor, dyrygent pochodzenia żydowskiego (ur. 1829)
- 1898 – Jan Kanty Rychlicki, polski nauczyciel, uczestnik powstania listopadowego, emigrant (ur. 1808)
- 1899 – John William Dawson, kanadyjski geolog, przyrodnik, wykładowca akademicki (ur. 1820)
- 1902:
  - Eduard Jan Brynych, czeski duchowny katolicki, biskup hradecki (ur. 1846)
  - Alfons Erlicki, polsko-rosyjski psychiatra (ur. 1846)
- 1904 – Chaim Arie Leibusz Horowitz, polski rabin (ur. 1851)
- 1905:
  - Jan Amborski, polski dziennikarz, wydawca, encyklopedysta, działacz niepodległościowy (ur. 1838)
  - Alfons Szaniawski, polski generał major armii rosyjskiej, przedsiębiorca, filantrop (ur. 1837)
- 1908 – Gieorgij Woronoj, rosyjski matematyk, wykładowca akademicki pochodzenia ukraińskiego (ur. 1868)
- 1910 – Lew Tołstoj, rosyjski prozaik, dramaturg, krytyk literacki, pedagog (ur. 1828)
- 1912 – William Forsell Kirby, brytyjski entomolog, folklorysta, tłumacz (ur. 1844)
- 1914 – Dimitrije Tucović, serbski dziennikarz, polityk (ur. 1881)
- 1916 – James Guillaume, szwajcarsko-francuski myśliciel polityczny, anarchista (ur. 1844)
- 1917:
  - Ludwig Sütterlin, niemiecki grafik, pedagog (ur. 1865)
  - Hugo Zapałowicz, polski podróżnik, botanik, prawnik, poeta (ur. 1852)
- 1918 – John Bauer, szwedzki ilustrator (ur. 1882)
- 1920:
  - August Bernert, niemiecki polityk, nadburmistrz Raciborza (ur. 1850)
  - Teofil Kupka, górnośląski polityk (ur. 1885)
- 1922 – Maria Fortunata Viti, włoska benedyktynka, błogosławiona (ur. 1827)
- 1923:
  - Rudolf Havenstein, niemiecki prawnik, bankowiec (ur. 1857)
  - Kazimierz Mordasewicz, polski malarz (ur. 1859)
  - Władysław Prokesch, polski dziennikarz, krytyk literacki, tłumacz (ur. 1863)
- 1924 – Ebenezer Cobb Morley, angielski działacz piłkarski (ur. 1831)
- 1925:
  - Aleksandra, królowa Wielkiej Brytanii i cesarzowa Indii (ur. 1844)
  - Stefan Żeromski, polski prozaik, dramaturg, publicysta (ur. 1864)
- 1926 – Mieczysław Wiktor, polski pułkownik (ur. 1855)
- 1927:
  - Agnelo de Souza, indyjski duchowny katolicki, czcigodny Sługa Boży (ur. 1869)
  - Wilhelm Stenhammar, szwedzki kompozytor, pianista, dyrygent (ur. 1871)
- 1928 – Heinrich Erhardt, polski inżynier niemiecki, konstruktor broni i uzbrojenia artyleryjskiego (ur. 1840)
- 1929 – Ludwik Birkenmajer, polski astronom, fizyk, historyk nauki, wykładowca akademicki pochodzenia niemieckiego (ur. 1855)
- 1930 – William Holland, amerykański lekkoatleta, sprinter (ur. 1874)
- 1933 – Augustine Birrell, brytyjski prawnik, pisarz, polityk (ur. 1850)
- 1934:
  - Joel Lehtonen, fiński pisarz (ur. 1881)
  - Willem de Sitter, holenderski astronom, matematyk, fizyk (ur. 1872)
- 1935:
  - John Jellicoe, brytyjski admirał, polityk (ur. 1859)
  - Izz ad-Din al-Kassam, arabski szejk, dowódca wojskowy (ur. 1882)
  - Ludomir Mazurkiewicz, polski drukarz, wydawca (ur. 1870)
- 1936:
  - Buenaventura Durruti, hiszpański związkowiec, polityk (ur. 1896)
  - Isabel Ferrer Sabria, hiszpańska zakonnica, męczennica, błogosławiona (ur. 1852)
  - Tillie Klimek, amerykańska seryjna morderczyni pochodzenia polskiego (ur. 1876)
  - Adam Nowotny-Lachowicki-Czechowicz, polski generał dywizji (ur. 1865)
  - Maria Milagros Ortells Gimeno, hiszpańska kapucynka, męczennica, błogosławiona (ur. 1882)
  - José Antonio Primo de Rivera, hiszpański polityk, przywódca Falangi (ur. 1903)
- 1937:
  - Harold Hackett, amerykański tenisista (ur. 1878)
  - Eugeniusz (Kobranow), rosyjski biskup prawosławny, nowomęczennik, święty (ur. 1892)
  - Józef (Pietrowych), rosyjski biskup prawosławny, nowomęczennik, święty (ur. 1872)
  - Cyryl (Smirnow), rosyjski biskup prawosławny, nowomęczennik, święty (ur. 1863)
  - Eugeniusz (Ziornow), rosyjski biskup prawosławny, nowomęczennik, święty (ur. 1877)
- 1938:
  - Edwin Hall, amerykański fizyk, wykładowca akademicki (ur. 1855)
  - Maud, księżniczka brytyjska, królowa Norwegii (ur. 1869)
  - Mikito Takayasu, japoński okulista (ur. 1860)
- 1940:
  - Kurt von Briesen, niemiecki generał (ur. 1886)
  - Konstanty Peszyński, polski major korpusu sądowego (ur. 1882)
  - Helmuth Wilberg, niemiecki generał Luftwaffe pochodzenia żydowskiego (ur. 1880)
- 1942:
  - Nikołaj Bułanow, rosyjski polityk, działacz emigracyjny (ur. 1874)
  - Jack Greenwell, angielski piłkarz, trener (ur. 1884)
- 1943:
  - Edward Bagnall Poulton, brytyjski zoolog, biolog ewolucyjny, wykładowca akademicki (ur. 1856)
  - Keiji Shibazaki, japoński kontradmirał (ur. 1894)
- 1944 – Seweryn Mściwujewski, polski major lekarz (ur. 1880)
- 1945:
  - Francis William Aston, brytyjski fizyk, laureat Nagrody Nobla (ur. 1877)
  - Aleksander Oszacki, polski internista, wykładowca akademicki (ur. 1883)
- 1947:
  - Wolfgang Borchert, niemiecki pisarz (ur. 1921)
  - Julia Duszyńska, polska autorka literatury dziecięcej (ur. 1894)
  - Ludwik Sitowski, polski zoolog, etnolog, wykładowca akademicki (ur. 1880)
- 1948 – Heinz Hermann, izraelski psychiatra, działacz syjonistyczny (ur. 1892)
- 1950:
  - Francesco Cilea, włoski kompozytor (ur. 1866)
  - Adolf Spinnler, szwajcarski gimnastyk (ur. 1879)
- 1951:
  - Gustavo Huet, meksykański strzelec sportowy (ur. 1912)
  - Ignacy Król, polski taternik, turysta, narciarz, pedagog, przyrodnik (ur. 1874)
  - Józef Pruchnik, polski inżynier, polityk, minister robót publicznych (ur. 1873)
- 1952:
  - Benedetto Croce, włoski filozof, krytyk literacki, historyk, polityk (ur. 1866)
  - Adam Dobosz, polski śpiewak operowy (tenor) (ur. 1885)
- 1953:
  - Ernst Köstring, niemiecki generał (ur. 1876)
  - Józef Niećko, polski publicysta, polityk, członek Rady Państwa (ur. 1891)
  - Stefan Pieńkowski, polski fizyk doświadczalny, wykładowca akademicki (ur. 1883)
- 1954:
  - Clyde Cessna, amerykański pilot, konstruktor samolotów (ur. 1879)
  - Aleksiej Ignatjew, rosyjski hrabia, generał, dyplomata (ur. 1877)
  - Stefan Iwanowski, polski pułkownik dyplomowany piechoty (ur. 1890)
  - Mychajło Wozniak, ukraiński historyk literatury, wykładowca akademicki (ur. 1881)
- 1955:
  - Tomasz Arciszewski, polski polityk, premier RP na uchodźstwie (ur. 1877)
  - Kurt Bergström, szwedzki żeglarz sportowy (ur. 1891)
  - Raoul Got, francuski rugbysta (ur. 1900)
- 1960 – Gustav Bredemann, niemiecki botanik, agronom, wykładowca akademicki (ur. 1880)
- 1962 – Philippe Kieffer, francuski komandor porucznik (ur. 1899)
- 1964:
  - Bolesław Rosiński, polski duchowny katolicki, antropolog, wykładowca akademicki (ur. 1884)
  - Tadeusz Adam Wasilewski, polski pułkownik dyplomowany piechoty (ur. 1897)
- 1965:
  - Johannes Kaiv, estoński dyplomata (ur. 1897)
  - Adolf Konto, fiński żeglarz sportowy (ur. 1911)
- 1967:
  - Krzysztof Biegański, polski muzykolog, dyrygent (ur. 1936)
  - Wenczesław Poniż, polski inżynier dróg i mostów, konstruktor budowlany pochodzenia czeskiego (ur. 1900)
- 1968 – Stefan Kazimierz Spiess, polski chemik, mecenas sztuki (ur. 1879)
- 1969:
  - Stanisław Chlebowski, polski malarz, rysownik (ur. 1890)
  - William Vanneck, brytyjski arystokrata, polityk (ur. 1883)
- 1970 – Władysław Nowak, polski działacz polonijny na Śląsku Opolskim (ur. 1903)
- 1971:
  - Walther Pauer, niemiecki fizyk, wykładowca akademicki (ur. 1887)
  - Marzena Pollakówna, polska historyk, mediewistka, wykładowczyni akademicka (ur. 1926)
  - Jan Stamieszkin, polski generał brygady (ur. 1920)
- 1972:
  - Ennio Flaiano, włoski scenarzysta filmowy, dramaturg, prozaik, dziennikarz (ur. 1910)
  - Erwin Stresemann, niemiecki ornitolog, wykładowca akademicki (ur. 1889)
- 1975:
  - Francisco Franco, hiszpański generał, polityk, dyktator Hiszpanii (ur. 1892)
  - Adam Kiełbiński, polski podpułkownik lekarz (ur. 1894)
- 1976:
  - Aleksiej Czujew, radziecki tokarz, polityk (ur. 1918)
  - Edwin Russell Durno, amerykański koszykarz, polityk (ur. 1899)
  - Trofim Łysenko, rosyjski biolog, agronom, wykładowca akademicki (ur. 1898)
- 1977:
  - Lexemuel Ray Hesler, amerykański mykolog, wykładowca akademicki (ur. 1888)
  - Vasilija Vukotić, czarnogórska kapral (ur. 1897)
  - Anna Walewska, polska rzeźbiarka, aktorka, śpiewaczka operowa i operetkowa (ur. 1892)
- 1978:
  - Giorgio de Chirico, włoski malarz, rzeźbiarz (ur. 1888)
  - Józef Chomiuk, polski pułkownik dyplomowany piechoty (ur. 1908)
  - Jens August Schade, duński pisarz (ur. 1903)
- 1979 – Ruth Kowalska, polska aktorka, reżyserka teatralna pochodzenia żydowskiego (ur. 1909)
- 1980 – John McEwen, australijski polityk, premier Australii (ur. 1900)
- 1981:
  - Knud Ejler Løgstrup, duński pastor, teolog, filozof, publicysta (ur. 1905)
  - Ye Gongchao, chiński językoznawca, dyplomata (ur. 1904)
- 1982:
  - Jackie Bray, angielski piłkarz, trener (ur. 1909)
  - Witold Szeremeta, polski dziennikarz i działacz sportowy (ur. 1914)
- 1983:
  - Marcel Dalio, francuski aktor (ur. 1899)
  - Józef Matuszek, polski duchowny katolicki, działacz młodzieżowy, kapelan wojskowy (ur. 1890)
  - Brenda E. Ryman, brytyjska biochemik (ur. 1922)
- 1985 – Jerzy Ziętek, polski generał, polityk, wojewoda katowicki, poseł na Sejm PRL, członek Rady Państwa (ur. 1901)
- 1987 – Feliks Fornalczyk, polski pisarz, krytyk literacki (ur. 1928)
- 1988:
  - Jan Piotr Dekowski, polski etnograf, muzealnik (ur. 1907)
  - Marian Fontowicz, polski aktor, bramkarz (ur. 1907)
  - Czesław Kordziński, polski inżynier, specjalista w dziedzinie silników spalinowych (ur. 1923)
- 1989:
  - Lynn Bari, amerykańska aktorka (ur. 1919)
  - Leonardo Sciascia, włoski pisarz (ur. 1921)
- 1990:
  - Arturo Hernández, meksykański trener i promotor boksu (ur. 1911)
  - Stefan Rogulski, polski aktor dziecięcy, urzędnik (ur. 1918)
  - Stefan Weinfeld, polski pisarz, publicysta, scenarzysta komiksowy (ur. 1920)
  - Józef Wiącek, polski porucznik, żołnierz AK (ur. 1912)
- 1991:
  - Siniša Glavašević, chorwacki dziennikarz, publicysta, pisarz (ur. 1960)
  - Arthur Hind, indyjski hokeista na trawie (ur. 1904)
- 1992:
  - Léon Aernaudts, belgijski piłkarz (ur. 1918)
  - Meir Bosak, polsko-izraelski prozaik, poeta, historyk (ur. 1912)
  - Mieczysław Popiel, polski polityk, poseł na Sejm PRL, minister żeglugi (ur. 1904)
- 1993 – Emile Ardolino, amerykański reżyser i producent filmowy pochodzenia włoskiego (ur. 1943)
- 1995:
  - Ewa Ekwińska, polska aktorka (ur. 1925)
  - Adam Matuszczak, polski inżynier, polityk, poseł na Sejm RP (ur. 1941)
- 1996 – Franciszek Strynkiewicz, polski rzeźbiarz (ur. 1893)
- 1997 – Zack Clayton, amerykański koszykarz, baseballista, sędzia bokserski (ur. 1913)
- 1998:
  - Roland Alphonso, jamajski saksofonista, kompozytor (ur. 1931)
  - Marian Brandys, polski pisarz, reportażysta pochodzenia żydowskiego (ur. 1912)
  - Galina Starowojtowa, rosyjska polityk, obrończyni praw człowieka (ur. 1946)
  - Zdzisław Wspaniały, polski piłkarz, trener (ur. 1935)
- 1999:
  - Amintore Fanfani, włoski ekonomista, polityk, premier Włoch (ur. 1908)
  - Annie Jennings, brytyjska superstulatka (ur. 1884)
  - Gwidon Miklaszewski, polski rysownik, satyryk, ilustrator (ur. 1912)
- 2000:
  - Wiaczesław Kotionoczkin, rosyjski reżyser filmów animowanych, rysownik (ur. 1927)
  - Mike Muuss, amerykański informatyk (ur. 1958)
  - Jerzy Siewierski, polski pisarz (ur. 1932)
- 2001 – Wiktor Gruszko, radziecki generał pułkownik KGB, polityk (ur. 1930)
- 2002:
  - Kachi Asatiani, gruziński piłkarz (ur. 1947)
  - Florian Dąbrowski, polski kompozytor, pedagog (ur. 1913)
  - Louis van den Bogert, holenderski piłkarz (ur. 1924)
- 2003:
  - Robert Addie, brytyjski aktor (ur. 1960)
  - Loris Azzaro, francuski projektant mody (ur. 1933)
  - David Dacko, środkowoafrykański polityk, prezydent Republiki Środkowoafrykańskiej (ur. 1930)
  - Jim Siedow(inne języki), amerykański aktor (ur. 1920)
  - Marek Szczech, polski piłkarz, bramkarz (ur. 1956)
- 2004:
  - Janine Haines, australijska polityk (ur. 1945)
  - Marcin Pawłowski, polski dziennikarz, prezenter telewizyjny (ur. 1971)
  - Gary Sheffield, amerykański bobsleista (ur. 1936)
- 2005:
  - Nora Denney(inne języki), amerykańska aktorka (ur. 1928)
  - James King, amerykański piosenkarz (ur. 1925)
  - Leon Wantuła, polski pisarz (ur. 1928)
- 2006 – Robert Altman, amerykański reżyser, scenarzysta i producent filmowy (ur. 1925)
- 2007:
  - Onė Baliukonė, litewska poetka, pisarka, tłumaczka, malarka (ur. 1948)
  - Stefan Moysa-Rosochacki, polski duchowny katolicki, jezuita, teolog, tłumacz (ur. 1922)
  - Ian Smith, rodezyjski polityk, premier Rodezji (ur. 1919)
- 2008:
  - Boris Fiodorow, rosyjski ekonomista, polityk, wicepremier (ur. 1958)
  - Jan Machulski, polski aktor (ur. 1928)
  - Benon Miśkiewicz, polski historyk, polityk, minister nauki i szkolnictwa wyższego (ur. 1930)
  - Sławomir Myk, polski historyk, regionalista, poeta, pedagog (ur. 1956)
- 2009:
  - Ghulam Mustafa Jatoi(inne języki), pakistański polityk, premier Pakistanu (ur. 1931)
  - Mayer Kirshenblatt, kanadyjski malarz pochodzenia żydowskiego (ur. 1916)
  - Lino Lacedelli, włoski wspinacz (ur. 1925)
  - Mieczysław Szymkowiak, polski piłkarz, trener, dziennikarz sportowy (ur. 1918)
- 2010:
  - Lawrencia Bembenek, amerykańska policjantka, morderczyni (ur. 1958)
  - Tadeusz Markiel, polski podpułkownik, inżynier mechanik artylerii (ur. 1929)
  - Edmund Paziewski, polski lekkoatleta, chodziarz (ur. 1935)
  - Tadeusz Wyrwa, polski historyk i pisarz emigracyjny (ur. 1926)
- 2011:
  - Olgierd Budrewicz, polski dziennikarz, reportażysta, dziennikarz, publicysta, varsavianista, podróżnik (ur. 1923)
  - Robert Party, francuski aktor (ur. 1924)
  - Adriano Reys, brazylijski aktor (ur. 1934)
  - Talaat Sadat, egipski polityk (ur. 1954)
- 2012:
  - William Grut, szwedzki pięcioboista nowoczesny (ur. 1914)
  - Zbigniew Jabłoński, polski działacz sportowy, prezes PZPN (ur. 1933)
  - Izabella Wilczyńska-Szalawska, polska aktorka (ur. 1920)
- 2013:
  - Jewgienij Czerkasow, rosyjski strzelec sportowy (ur. 1930)
  - Joseph Paul Franklin, amerykański seryjny morderca (ur. 1950)
  - Dieter Hildebrandt, niemiecki prezenter telewizyjny (ur. 1927)
  - Krystyna Kozanecka, polska aktorka (ur. 1959)
  - Sokol Olldashi, albański polityk (ur. 1972)
- 2014:
  - María del Rosario Cayetana Fitz-James Stuart y Silva, hiszpańska arystokratka (ur. 1926)
  - Samuel Klein, polski przedsiębiorca (ur. 1923)
- 2015 – Keith Michell, australijski aktor (ur. 1926)
- 2016:
  - Gabriel Badilla, kostarykański piłkarz (ur. 1984)
  - Jacek Fuglewicz, polski dziennikarz radiowy, samorządowiec (ur. 1948)
  - Konstandinos Stefanopulos, grecki prawnik, polityk, prezydent Grecji (ur. 1926)
  - William Trevor, irlandzki pisarz (ur. 1928)
  - Tomasz Wiszniewski, polski reżyser filmowy i teatralny (ur. 1958)
- 2017:
  - Peter Berling, niemiecki producent filmowy, aktor, pisarz (ur. 1934)
  - Janusz Wójcik, polski piłkarz, trener, polityk, poseł na Sejm RP (ur. 1953)
- 2018:
  - James H. Billington, amerykański historyk (ur. 1929)
  - Andrzej Gmitruk, polski trener i menedżer bokserski (ur. 1951)
  - Aaron Klug, brytyjski chemik, laureat Nagrody Nobla (ur. 1926)
  - Eimuntas Nekrošius, litewski reżyser teatralny (ur. 1952)
  - Dietmar Schwager, niemiecki piłkarz, trener (ur. 1940)
- 2019:
  - Charles Brumskine, liberyjski prawnik, polityk (ur. 1951)
  - Jake Burton Carpenter, amerykański snowboardzista, przedsiębiorca (ur. 1954)
  - Zoltán Dömötör, węgierski piłkarz wodny (ur. 1935)
  - Grzegorz (Theocharous), cypryjski duchowny prawosławny, arcybiskup Tiatyry i Wielkiej Brytanii (ur. 1928)
- 2020:
  - Teofan (Aszurkow), rosyjski duchowny prawosławny, metropolita kazański i tatarstański (ur. 1947)
  - Vladimír Blucha, czeski historyk, geograf (ur. 1931)
  - Ernesto Canto, meksykański lekkoatleta, chodziarz (ur. 1959)
  - Marian Cycoń, polski samorządowiec, polityk, prezydent Nowego Sącza, burmistrz Starego Sącza, poseł na Sejm RP (ur. 1940)
  - Ireneusz, serbski duchowny prawosławny, biskup niski, patriarcha Serbii (ur. 1930)
  - Jan Morris, brytyjska historyk, pisarka (ur. 1926)
  - František Reichel, czeski lekarz weterynarii, polityk (ur. 1938)
  - Anneliese Seonbuchner, niemiecka lekkoatletka, płotkarka (ur. 1929)
  - Judith Jarvis Thomson, amerykańska filozof, wykładowczyni akademicka (ur. 1929)
- 2021:
  - Diomid (Dziuban), rosyjski duchowny prawosławny, biskup anadyrski i czukocki (ur. 1961)
  - Maria Okręt-Zajączkowska, polska ekonomistka, wykładowczyni akademicka (ur. 1932)
  - Boris Rakitski, rosyjski ekonomista, wykładowca akademicki (ur. 1936)
  - Aleksander Rowiński, polski pisarz, reportażysta, wydawca (ur. 1931)
- 2022:
  - Mickey Kuhn, amerykański aktor (ur. 1932)
  - Tomasz Smolicz, polski inżynier, pilot komunikacyjny, wykładowca akademicki (ur. 1933)
- 2023:
  - Ramón Díaz del Río Jáudenes, hiszpański inżynier, samorządowiec, polityk, eurodeputowany (ur. 1940)
  - Lech Drewnowski, polski matematyk (ur. 1944)
  - Willie Hernández, portorykański baseballista (ur. 1954)
  - Anna Kanakis, włoska modelka, aktorka, pisarka (ur. 1962)
  - Martina Lubyová, słowacka ekonomistka, polityk, minister edukacji (ur. 1967)
  - Aman Tulejew, rosyjski inżynier, polityk, gubernator obwodu kemerowskiego (ur. 1944)
- 2024:
  - José Luís Azcona, hiszpański duchowny katolicki, biskup prałat Marajó w Brazylii (ur. 1940)
  - Zbigniew Dresler, polski ekonomista (ur. 1943)
  - Peter Maddocks, brytyjski rysownik, twórca seriali animowanych (ur. 1928)
  - Rasoul Mir Malek, irański zapaśnik (ur. 1938)
  - Mirosław Mikietyński, polski lekarz, samorządowiec, prezydent Koszalina (ur. 1957)
  - John Prescott, brytyjski ekonomista, polityk, wicepremier (ur. 1938)
  - Jodi Rell, amerykańska polityk, gubernator stanu Connecticut (ur. 1946)